# Ерёмин, Николай Иосифович
Николай Иосифович Ерёмин (5 мая 1932, Ревда, Уральская область, РСФСР, СССР — 16 декабря 2020, Москва) — советский и российский учёный-геолог, специалист в области геологии рудных месторождений, член-корреспондент РАН (1991).

## Биография
Родился 5 мая 1932 года в г. Ревда Свердловской области.
В 1949 году — окончил Казанское суворовское военное училище.
C 1949 по 1951 годы — курсант Уфимского пехотного училища Южно-Уральского округа. После окончания училища был оставлен в училище в качестве командира курсантского взвода. С 1954 года командир миномётного взвода в воинской части под Уфой (пос. Алкино-2 Башкирской АССР). В 1955 году командование части направило его в Военный институт иностранных языков (Москва). Затем поступил в Московский университет.
В 1961 году — окончил геологический факультет МГУ.
В 1965 году — защитил кандидатскую диссертацию, тема: «Геологические условия формирования Джусинского колчеданно-полиметаллического месторождения на Южном Урале».
В 1980 году — защитил докторскую диссертацию, тема: «Дифференциация вулканогенного колчеданного оруденения фанерозоя»..
В 1984 году — присвоено учёное звание профессора.
В 1991 году — избран членом-корреспондентом РАН.
С 1993 года — главный научный сотрудник ИГЕМ РАН.
Похоронен на Троекуровском кладбище в Москве (уч. 27).

## Научная и общественная деятельность
Область научных интересов: геология месторождений полезных ископаемых и металлогения.
Вёл научные изыскания в области теоретических проблем рудообразования, поисковых и технологических аспектов рудной минералогии, развития и совершенствования методов микроанализа минерального вещества.
В 1968 году организовал научное руководство лабораторией рудной микроскопии, в которой проводятся исследования минерального сырья из месторождений различных генетических типов.
Вёл преподавательскую деятельность на геологическом факультете МГУ, читая основные курсы лекций Геологоразведочное дело, Основы горной геометрии, Минераграфия, Полезные ископаемые, Неметаллические полезные ископаемые, оригинальные спецкурсы Экономика минерального сырья, Микроаналитические методы исследования руд и минералов.
Создал и несколько лет руководил методологическим семинаром для преподавателей и научных сотрудников кафедры минерально-сырьевые ресурсы мира и вопросы международных отношений геологического факультета.
Автор более 180 научных работ.
Под его руководством защищено 8 кандидатские диссертации.
Участие в научных организациях
- действительный член Всероссийского минералогического общества (1973)
- вице-президент Международной ассоциации по генезису рудных месторождений (1996)
- член Учёных Советов геологического факультета (1965—1968), отделения геологии геологического факультета (1980)
- член специализированного совета при МГУ (1975)
- член редколлегии журнала Геология рудных месторождений (1990—1992)
- член редколлегии информационных изданий по геологии и научный редактор выпусков Неметаллические полезные ископаемые в сводном томе реферативного журнала Геология (1993)
- член бюро рабочей группы при Научном совете СО РАH по проблемам рудообразования и металлогении Сибири по разработке генетических моделей колчеданных месторождений (1989)
- член, учёный секретарь экспертной комиссии РАH по присуждению премии имени С. С. Смирнова (1993)

## Награды
- 2 медали «За освоение целинных земель» (1957, 1958)[3]
- Медаль «За доблестный труд. В ознаменование 100-летия со дня рождения В. И. Ленина» (1970)[3]
- Медаль «Ветеран труда» (1986)[3]
- Заслуженный деятель науки Российской Федерации (1999)[5]